# Site d'habitation de Kierikkisaari
Le site d'habitation de Kierikkisaari (finnois : Kierikkisaaren asuinpaikka) est un site préhistorique daté de la fin du Mésolithique de l'Europe du Nord, situé sur l'ile de Kierikkisaari de l'Iijoki, à Kierikki, dans le district de Yli-Ii, sur le territoire de la commune d'Oulu, en Finlande,,,.

## Localisation
Le site archéologique est situé à l'extrémité ouest de l'ile de Kierikkisaari, à environ 5,2 km à l'est de l'église de Kierikki.

L'ile, de forme presque ovale, mesure environ 400 m de long et 100 m de large.

## Historique
Le site a été exploré dans les années 1960. Une partie de la zone se trouve maintenant environ un mètre sous l'eau, mais la partie Est du site demeure sur la terre ferme. Le site est en effet en partie immergé sous le lac de barrage de la centrale hydroélectrique de Pahkakoski.

## Habitat
Selon les recherches, il y aurait eu au moins trois groupes d'habitations sur le site, dont les maisons étaient construites sur de longs pieux, formant peut-être un hameau lacustre. Les restes de pieux alignés montrent en effet qu'ils étaient destinés à supporter des habitations.

## Vestiges
Des vestiges de poteries renforcées d'amiante ont été trouvés sur l'ile, décorés de figures au peigne clairsemées, qui les rattachent à la culture de la céramique au peigne, attestée à cette époque en Europe du Nord-Est. La poterie a été dénommée Kierikki, selon l'endroit où elle a été trouvée.
À l'extrémité sud de l'île, on a trouvé de l'ambre, des pointes de flèches, et le même type de poteries.

## Datation
La poterie, ainsi que la zone d'habitation de Kierikkisaari, ont été datées entre 3500 et 3200 av. J.-C., ce qui correspond à la fin du Mésolithique dans la région.